# Diocesi di Caazapá
La diocesi di Caazapá  è una sede della Chiesa cattolica in Paraguay suffraganea dell'arcidiocesi di Asunción. Nel 2025 contava 171.170 battezzati su 194.512 abitanti. È retta dal vescovo Marcelo Benítez Martínez, O.F.M.

## Territorio
La diocesi comprende il dipartimento di Caazapá in Paraguay.
Sede vescovile è la città di Caazapá, dove si trova la cattedrale di San Paolo.
Il territorio si estende su una superficie di 9.496 km² ed è suddiviso in 15 parrocchie.

## Storia
La diocesi è stata eretta il 22 marzo 2025 da papa Francesco, ricavandone il territorio dalla diocesi di Villarrica del Espíritu Santo.

## Cronotassi dei vescovi
Si omettono i periodi di sede vacante non superiori ai 2 anni o non storicamente accertati.
- Marcelo Benítez Martínez, O.F.M., dal 22 marzo 2025

## Statistiche
La diocesi nel 2025 su una popolazione di 194.512 persone contava 171.170 battezzati, corrispondenti all'88,0% del totale.
| anno | popolazione | popolazione | popolazione | presbiteri | presbiteri | presbiteri | presbiteri                | diaconi | religiosi | religiosi | parrocchie |
| anno | battezzati  | totale      | %           | numero     | secolari   | regolari   | battezzati per presbitero | diaconi | uomini    | donne     | parrocchie |
| ---- | ----------- | ----------- | ----------- | ---------- | ---------- | ---------- | ------------------------- | ------- | --------- | --------- | ---------- |
| 2025 | 171.170     | 194.512     | 88,0        | 20         | 18         | 2          | 8.558                     | 39      |           | 6         | 15         |